# Lupoglav (ort i Kroatien, Istrien)
Lupoglav är en ort i Kroatien.   Den ligger i länet Istrien, i den västra delen av landet, 150 km väster om huvudstaden Zagreb. Lupoglav ligger 400 meter över havet och antalet invånare är 929.
Terrängen runt Lupoglav är varierad. Runt Lupoglav är det ganska glesbefolkat, med 29 invånare per kvadratkilometer. Närmaste större samhälle är Buzet, 12,7 km nordväst om Lupoglav. I omgivningarna runt Lupoglav växer i huvudsak blandskog.